# SNCF CC 72100
Die CC 72100 ist eine Baureihe sechsachsiger dieselelektrischer Lokomotiven der französischen Staatsbahn SNCF. Sie ist eine durch Umbau mit Remotorisierung in den Jahren 2002 bis 2004 entstandene Unterserie von 30 Fahrzeugen der zwischen 1968 und 1974 gebauten CC 72000. Sämtliche Maschinen sind in Chalindrey (STF Champagne-Ardenne) stationiert und tragen die En voyage-Lackierung.

## Geschichte, Beschreibung und Einsatz
Als einzige Dieselloks der SNCF besitzen die CC 72000 und CC 72100 das zuerst bei den Elektroloks der Baureihe CC 40100 verwendete und für die 1960er und 70er Jahre typische Design, die sogenannte Nez cassé (gebrochene Nase) des Pariser Designers Paul Arzens.
Die umgebauten Lokomotiven erhielten als dritte Ziffer eine 1 bei gleicher Ordnungsnummer, so wurde z. B. aus der 72021 die 72121. Es handelt sich um die Ordnungsnummern 21, 30, 37 bis 41, 43, 45, 47, 48, 51, 56 bis 58, 60, 63, 66, 68, 72, 75 bis 80, 82, 86, 89 und 90.
Am 15. Dezember 2012 waren noch 22 Lokomotiven dieser Baureihe im Einsatz. Sie werden auf der Linie 4 Paris–Mulhouse sowie zwischen Reims und Dijon (TER Champagne-Ardenne) im Reisezugverkehr eingesetzt.
Mit der 72186 verkehrte am 28. August 2017 der letzte von einer 72100 gezogene Reisezug. Die lokbespannten Züge wurden durch Triebwagen des Typs Coradia Liner von Alstom ersetzt, woraus auch das Einsatzende der Corail-Wagen auf der Ligne 4 resultiert.

## Sonstiges
Drei Maschinen der Baureihe CC 72000 (72061, 72062 und 72064) erhielten 1999 Scharfenbergkupplungen, um TGV zwischen Nantes und Les Sâbles d’Olonne zu ziehen, und die Betriebsnummern 72101 bis 72103. 2003 wurden diese Lokomotiven wieder zurückgebaut und -nummeriert.